# Dothidea ranunculi
Dothidea ranunculi är en svampart som beskrevs av Fr. 1823. Dothidea ranunculi ingår i släktet Dothidea och familjen Dothideaceae.   Inga underarter finns listade i Catalogue of Life.
I den svenska databasen Dyntaxa används istället namnet Leptotrochila ranunculi för samma taxon.  Arten är reproducerande i Sverige.

### Fotnoter
1. ↑  Schüepp (1959) , In: Phytopath. Z. 36:251
2. ↑  Kuntze (1898) , In: Revis. gen. pl. (Leipzig) 3(2):444
3. ↑  Rehm (1892) , In: Rabenh. Krypt.-Fl., Zweite Auflage. Vol. 1. 3. Abth: Ascomyceten: Hysteriaceen und Discomyceten (Leipzig):601
4. ↑  W. Phillips (1887) , In: Man. Brit. Discomyc. (London):200
5. ↑  Fuckel (1870) , In: Jb. nassau. Ver. Naturk. 23–24:290
6. ↑  E.M. Fries (1849) , In: Summa veg. Scand., Section Post. (Stockholm):421
7. ↑  Rabenh. (1844) , In: Deutschl. Krypt.-Fl. (Leipzig) :153
8. ↑  Wallroth (1833) , In: Fl. crypt. Germ. (Nürnberg) 2:416
9. ↑  Lib. (1830) , In: Pl. crypt. Arduenna, fasc. (Liège) 1:no. 69
10. ↑  E.M. Fries (1823) , In: Syst. mycol. (Lundae) 2(2):562
11. 1 2  Bisby F.A., Roskov Y.R., Orrell T.M., Nicolson D., Paglinawan L.E., Bailly N., Kirk P.M., Bourgoin T., Baillargeon G., Ouvrard D. (red.) (20 mars 2011). ”Species 2000 & ITIS Catalogue of Life: 2011 Annual Checklist.”. Species 2000: Reading, UK. http://www.catalogueoflife.org/annual-checklist/2011/search/all/key/dothidea+ranunculi/match/1. Läst 24 september 2012.
12. ↑  Dothideomycetes. Crous P.W. et al., 2010-11-23
13. 1 2  Dyntaxa Dothidea ranunculi